# Culicoides atelis
Culicoides atelis är en tvåvingeart som beskrevs av Wirth 1982. Culicoides atelis ingår i släktet Culicoides och familjen svidknott.
Artens utbredningsområde är Panama. Inga underarter finns listade i Catalogue of Life.